# Такулов Сослан Русланович
Сослан Русланович Такулов (рос. Сослан Русланович Такулов; нар. 28 квітня 1995, Владикавказ, Росія) — російський футболіст, захисник та півзахисник білоруського клубу «Слуцьк».

## Життєпис
Вихованець владикавказької спортшколи «Юність». На перших порах виступав у першості республіки, а потім декілька років відіграв у командах з чемпіонату Криму («Беркут» Армянськ, «Севастополь» та «Океан» Керч). На професіональному рівні виступав у російській ПФЛ за ставропольське «Динамо» та раменський «Сатурн».
Взимку 2019 роки виїхав до Грузії, де уклав контракт з клубом Ліги Еровнулі «Руставі». Дебютував в еліті грузинського чемпіонату відбувся 6 березня, коли «Руставі» зіграв у нульову нічию з «ВІТ Джорджією». На поле Такулов провів всі 90 хвилин. В червні 2019 року розірвав контракт з грузинським клубом.
6 серпня 2019 року підписав контракт зі «Слуцьком». Дебютував у футболці клубу 19 серпня 2019 року в програному (0:5) поєдинку 18-о туру Вищої ліги Білорусі проти солігорського «Шахтаря». Сослан вийшов на поле на 66-й хвилині, замінивши Єгора Семенова. Дебютним голом за «Слуцьк» відзначився 22 березня 2020 року на 44-й хвилині (реалізував пенальті) переможного (3:1) поєдинку 1-о туру Прем'єр-ліги проти «Славії-Мозир». Такулов вийшов на поле в стартовому складі та відіграв увесь матч, а на 77-й хвилині отримав жовту картку.